# Da Rick
Da Rick (pseudoniem van Flor Theeuwes) is een Belgisch deejay en producer.
Da Rick begon zijn carrière in 1998 aan de zijde van Da Boy Tommy. De twee traden ook steeds samen op tot het overlijden van Da Boy Tommy in 2013. Zijn grootste hits maakte Da Rick in 1998 en 1999 met Attention, Bill & Monica en Rumble. Theeuwes is ook de man achter het project DHT met Edmee Daenen.

## Discografie

### Singles
| Single met hitnotering(en) in de Vlaamse Ultratop 50 | Datum van verschijnen | Datum van binnenkomst | Hoogste positie | Aantal weken | Opmerkingen |
| ---------------------------------------------------- | --------------------- | --------------------- | --------------- | ------------ | ----------- |
| Attention                                            | 1998                  | 28-03-1998            | 12              | 14           |             |
| Dirty Hands                                          | 1998                  |                       | tip7            |              |             |
| Bill & Monica                                        | 1998                  | 31-10-1998            | 9               | 13           |             |
| The Yodel Anthem                                     | 1999                  | 20-02-1999            | 36              | 9            |             |
| Rumble                                               | 1999                  | 01-05-1999            | 9               | 17           |             |
| De Wilde Boerndochtere (met Ivan Heylen)             | 1999                  | 24-07-1999            | 29              | 8            |             |
| Roll The Drums                                       | 1999                  | 09-10-2010            | 20              | 8            |             |
| The Christmas Santa Claus                            | 1999                  | 18-12-1999            | 20              | 7            |             |
| Confusion                                            | 2000                  | 01-04-2000            | 19              | 9            |             |
| Lucifer                                              | 2001                  | 10-02-2001            | 29              | 6            |             |